# ستيوارت ويلسون (لاعب اتحاد الرغبي)
ستيوارت ويلسون (بالإنجليزية: Stewart Wilson)‏ هو لاعب اتحاد الرغبي بريطاني، ولد في 22 أكتوبر 1942.